# Pseudonotoxus vicinus
Pseudonotoxus vicinus là một loài bọ cánh cứng trong họ Anthicidae. Loài này được Pic miêu tả khoa học năm 1917.